# 日本の元首
日本の元首（にっぽんのげんしゅ、にほんのげんしゅ）では、日本国の元首について述べる。

## 概要
元首とは国の首長、または国際法で対外的に一国を代表する機関であり、君主国では君主、共和国では大統領などである。君主とは、伝統的には国家における唯一の主権者であり、君主制の語源は「ただ一人の支配」（ギリシア語の「モナルケス monarches」）を意味する。
『百科事典マイペディア』によれば、元首は国内的には統治権（少なくとも行政権）と、条約締結、外交使節の任免・接受、軍隊の統帥、外交特権（外国滞留中）を持つ。
『日本大百科全書』によると、現憲法〔日本国憲法〕では元首を定める規定がないためさまざまな見解が主張されている。政治学者の河合秀和が言うには、象徴天皇を元首とする説、実質的機能を鑑みて内閣ないしその首長たる内閣総理大臣を元首とする説、元首は不在とする説などがある。田中浩・芦部信喜によると学説の多数は、内閣または内閣総理大臣が元首であるとしている。
法学書『基本法コンメンタール 憲法（第五版）』には、次の解説がある。
| 「 | 明治憲法4条にいう「元首」は、国家有機体説に由来する概念をもって、唯一絶対にして統治権を総攬する君主を「元首」と定めたのである（明憲1・4・13など）。日本国憲法の天皇が、このような意味での「元首」でないことは、いうまでもない。 | 」 |

前掲書によると、「元首（英:the head of state, 独:Staatsoberhaupt）」という概念は君主制末期に、国家有機体説と結びついて発明された。そこでは君主は国家の諸活動の源泉とされ、人間の諸活動の源泉である頭脳になぞらえて、「元首」と表現された。「元首」という概念は、かつて生成期には「君主」と密接不可分であったが、そこから離れて共和制の「大統領」をも「元首」と考えるようになった。そして徐々に、行政権の担い手としての性格が希薄化していき、「国家を対外的に代表する資格（具体的には、条約締結権を含む外交問題処理の権能）」を有することが「元首」の基準として用いられるようになった。したがって、対外的代表権を判断基準にするならば「象徴天皇は『元首』に当たらない」と考えられている。
なお『新基本法コンメンタール 憲法（第一版）』においては、上記の見解に加えて、象徴規定から天皇を「装飾的な意味における国家元首」とする見解や、憲法制定過程において、マッカーサー・ノートが天皇について「at the head of the state」と記していたことを根拠とする見解、憲法は天皇を国事行為を中心とした若干の純粋に儀礼的な行為だけを行う形式的・儀礼的元首と位置付け、この地位を象徴と表現したと理解する見解が述べられている。
政府の公式見解としては、対外的に我が国を代表する地位にある天皇を元首とよぶことは可能であるというものである（昭和48年6月7日政府見解、後述）。判例においてもプラカード事件第二審判決が天皇を元首としており（後述）、国際慣行上も、諸外国は21発の礼砲で天皇を元首として遇している。

## 日本国憲法下の元首
『ブリタニカ国際大百科事典 小項目事典』および『大辞林 第三版』によると、日本国憲法下の「元首」概念は必ずしも明確でない。法学書『憲法学教室II』は、そもそも国家における元首の必要性が「自明のことではない」と述べる。
前掲の『ブリタニカ』によれば、歴史的には、元首とは「君主制の衰退に伴い，行政権の首長にして条約締結権その他の対外的代表権をもつもの」に、または単なる対外的代表権をもつものになった。現行憲法下では、内閣が条約締結権や外交に関する処理機能を持っており（憲法第73条2号・3号）、元首は内閣または内閣総理大臣だとも言える。一方で、天皇は全権委任状・信任状・外交文書（批准書など）の認証や、外交官の接受を行っており（憲法7条5号・8号・9号) 、その限りでは代表権的機能を持っていて、諸外国からも元首扱いされている。国際慣行上においても諸外国では天皇を元首とみなしており、天皇は諸外国訪問の折には元首の待遇である21発の礼砲によって迎えられている。また、オリンピックの開会宣言は開催国の国家元首が行うと五輪憲章に規定されているが、過去に日本で開催されたオリンピックの開会宣言は天皇によって行われている。

### 政府公式見解
2014年の衆議院の憲法審査会は、1988年10月11日の内閣法制局の見解を引用している。当時の内閣法制局は「元首の概念につきましては、学問上法学上はいろいろな考え方があるよう」、「天皇が元首であるかどうかということは、要するに元首の定義いかんに帰する問題であり、現行憲法のもとにおきましてもそういうような考え方をもとにして元首であると言っても差し支えない」と述べている。同局は次の見解も示している。
- 「かつてのように元首とは内治、外交のすべてを通じて国を代表し行政権を掌握をしている、そういう存在であるという定義によりますならば、現行憲法のもとにおきましては天皇は元首ではないということになろう」[20]。
- しかし今日では「実質的な国家統治の大権」を持っていなくとも、国家における「いわゆるヘッドの地位にある者」を「元首」と見るような見解もある[20]。このような定義によれば、天皇は「国の象徴であり、さらにごく一部では … 外交関係において国を代表する面」を持つため、「元首であるというふうに言っても差し支えない」[20]。

なお、以上の趣旨は昭和48年6月13日の衆議院本会議の田中内閣総理大臣の答弁及び昭和48年6月28日の参議院内閣委員会の内閣法制局長官の答弁を基にしている。
2001年の内閣法制局も、1988年の内閣法制局を引用し「天皇を元首と解することもできなくはない」と述べている。
1973年（昭和48年）6月7日の衆議院内閣委員会において当時の内閣総理大臣田中角栄は「外国から考えると、日本の天皇は元首である、こういうふうに見ておることは事実でございます」と答弁している。
同国会において内閣法制局長官吉国一郎も「元首の定義によっては、天皇は現在の憲法のもとでも元首と言ってもいいではないか」と答弁している。
日本国憲法制定時の憲法担当大臣の金森徳次郎は「天皇は明らかにそれ（元首）と同じ取扱を受けられるべきものである」と答弁している（昭和21年9月5日、貴族院帝国憲法改正案特別委員会）。

### 学術見解
浦部法穂の法学書によれば、日本の「元首」は誰なのかといった議論は「意味のあるものとは思われない」とされる。「元首」という語の定義が明確ではなく「はたして国家に『元首』というものが存在しなければならないのかどうかさえ、自明のことではない」ためである。
| 「 | 今日、一般には、「元首」という言葉は、とくに対外的に国家を代表するものを指して用いられる。この用法を前提としていえば、天皇は、日本の国を対外的に代表する地位にはないから、「元首」ではありえない。この点に関する限り、大方の学説は一致している。 … 「元首」そのものが存在しなくても一向にかまわない。 | 」 |

前掲書によれば、「元首」という言葉はそれ自体が権威的であり、《天皇は「元首」ではないが「元首としての要素」や「準元首的性格」を持っている》と主張することは憲法の明文規定を超え、天皇に元首的な権威を承認することに繋がる。
高橋和之らの法学書によると「象徴にすぎなくなった天皇は君主といえるか」という問題については、君主の定義次第である。かつて統治機構の分類において最も重要な区別は、君主制か共和制かという区別であったが、「民主主義の浸透とともに君主は統治権の現実の行使を徐々に失っていき、君主制が維持された国でも君主の権力は実際上名目化した」。現代では「君主制か共和制か」の区別はほとんど意味を失っており、例えば今日、イギリスとスペインを君主制とし、フランスとアメリカを共和制として分類しても、それらの国々についてその分類から分かる情報は限定的であり、「ほとんど有用性はない」。日本の天皇についても「天皇が君主かどうかは、憲法学上はほとんど議論の実益のない問題である」とされている。天皇が元首か否かは「政治的論争」であり、それは「元首と呼ぶことにより天皇の権威をたかめ、それを政治的に利用しようという底意にでるものであることが多い」との指摘がある。
八木秀次は元首はかつては「行政権を握っている者」という意味であったが、今日では「対外的な代表者」を呼ぶようになっており、
憲法第七条に列挙された天皇の国事行為の第八号、第九号は「外交文書の認証」「大使、公使の接受」とあるので天皇が我が国の対外的な代表者であり、国家元首であるという解釈が成り立つと指摘する。

#### 内閣元首説・内閣総理大臣元首説
芦部信喜の法学書によれば、天皇は君主・元首であるかどうかが争われている。元首の要件で特に重要なのは、外国に対して国家を代表する権能（条約締結や、大使・公使の委任状を発受する権能）である。しかし天皇は外交関係では、七条五号・八号・九号の「承認」・「接受」という形式的・儀礼的行為しか憲法で認められていない。よって伝統的な概念によれば、日本国の元首は内閣または内閣総理大臣となる（多数説）。しかし、そうした形式的・儀礼的行為を行う機関をも元首と呼んで差し支えないという説もある。日本では、元首という概念自体が何らかの実質的権限を含むと一般に考えられてきたので「天皇を元首と解すると、承認ないし接受の意味が実質化し、拡大するおそれがあるところに、問題がある」とされる。

##### 天皇非元首説
天皇は元首ではないという考え方は、天皇は政治上の権能を有さず、また外交上条約の締結などの権限を行使していないことを理由とするものである。宮沢俊義、鵜飼信成、芦部信喜などがこの立場である。
天皇が「主権者」から「国家と国民統合の象徴」に格下げされたのが、戦後日本の最も重要な変化であると、ベン＝アミー・シロニーは述べている。

#### 天皇元首説・天皇準元首説
天皇は形式的な権限しか有していないが、外国の大使、公使の信任状が天皇を名宛人とし、またその信任状を天皇が受理するなど実務上はあたかも天皇に実質的な権限があるが如き取り扱いがされており、また、元首は独任制の機関であって内閣を元首とすることには無理があるから、天皇を元首と解することは可能であるとする。伊藤正己らがこの立場にある。また小林直樹は、天皇は元首ではなく「準元首」とする説を唱えている。

#### 元首不在説
清宮四郎は、前述のように天皇は「君主」とは言いうるが、元首的な役割が内閣と天皇に分割されているため、日本国に「元首」はいないとする。

### 百科事典等の記述（天皇非元首説）
『国史大辞典』では、法律制度上、象徴天皇は君主でも元首でもなく、神の子孫としての神聖な権威は消滅したとされている。『法律用語辞典(第4版)』は、象徴天皇と元首天皇は異なるとしている。
『日本大百科全書』で安田浩は「象徴天皇には、通常の立憲君主のもっている政治上の外形的権限およびそれに基づく危機に際しての介入権限も与えられておらず、その点では君主とも元首ともいいえない存在となった」と述べている。一方、田中浩は同書で「最近では、対外的に国家を儀礼的に代表する権限をもつだけで十分とし、国家の名目的・儀礼的な象徴の地位にある者を元首的性格をもつ者とみる考え方も出てきた。この場合には天皇が元首であるということになろう」としている。安田浩は「天皇の「元首」化の動きとその批判」の節で、「天皇の特殊な権威を強調すればするほど、日本は民主主義の基準からはずれた国家ではないのか、との疑念が生じることは避けられない。象徴天皇制のいっそうの権威化が進むか否か、その岐路が、問題となりつつあると考えられる」としている。

#### 国会・国会機関
内閣元首説、内閣総理大臣元首説、天皇・内閣元首説、内閣・内閣総理大臣元首説、元首曖昧説、衆議院議長元首説、天皇元首説、元首不在説、元首否定説などがある。
- 衆議院調査小委員会においては、日本の元首は内閣または内閣総理大臣であり、仮に天皇を元首としても、法的に特に変わることはないという横田耕一（参考人、九州大学名誉教授）の見解が述べられた[38]。
- 衆議院憲法調査会は「日本国憲法について広範かつ総合的な調査」をまとめたと称する『衆議院憲法調査会報告書』[44]で、「天皇を元首と認識すべきか否か」、憲法で天皇を元首と規定すべきか否かについては意見が分かれているとし、憲法については「元首である旨を明記する必要はない」との意見が多いとする[45]。また、「天皇と内閣の両者で元首の役割を分担して果たしている」という見解も挙げている[39]。他に衆議院憲法調査会が挙げたのは、「天皇は元首か、日本国は君主国か」等といった点に議論が存在するという見解[46]、元首的権限は内閣が持ち、内閣の長たる内閣総理大臣が元首的地位にあるとの見解[40]等。
- 衆議院憲法審査会では「国家元首が誰であるのか」は曖昧であり続けてきたのであり、「衆議院議長が元首」であるという説、現状は誰が国家元首であるか疑義がある[41]との説が紹介された。
- 衆議院内閣委員会では、元首とは定かでないものであり、天皇を元首または君主として迎える国、元首でも君主でもない形で迎える国、内閣総理大臣を代表者かつ元首として迎える国等、多様にある[42]との見解が外務省条約局長（高島益郎）から述べられている。
- 参議院内閣委員会では、元首の概念は「元首の定義いかんに帰する問題」との見解がある[47]。元首とはアメリカのような大統領制国家に存在する問題であり、我が国に元首は存在しないとの見解も[43]。
- 参議院予算委員会には「元首というのが内治外交のすべてを通じまして国を代表し、行政権を掌握している存在である、こういうふうに定義いたしますならば、現在の憲法のもとにおきましては天皇は元首ではない、こういうことになろうと思います」という内閣法制局長官（工藤敦夫）の答弁がある[48]。

#### 判例
- プラカード事件第二審において天皇は元首であると判示している[注釈 6]。

#### その他
天皇の公的行為を容認する立場については、天皇の行為が無限定に広がっていくおそれがあり、国事行為以外の天皇の行為について内閣の統制の下に置こうとする意図から出ているものであっても、現在では、天皇が独走する危険性よりも、内閣が天皇を政治的に利用する危険性の方が高いとの意見がある。

### 天皇の元首としての性質の有無
現在の主要国の憲法典において「元首（英語：Head of state、フランス語: chef d’État、中国語: 元首、ドイツ語: Staatsoberhaupt）」なる語を用いてその地位を定義しているものは多くなく、一般に元首という概念は講学上の概念として実質的に扱われるのが通例である（ドイツのように憲法裁判所で連邦大統領の地位をStaatsoberhauptと認定した例はある）。フランスの共和暦12年憲法やドイツのビスマルク憲法では、皇帝の地位は明確に絶対君主のそれであったが「元首」という用語自体は使われておらず、法律上の定義も含まれていない。この点で4条に明確な定義を置く大日本帝國憲法は例外的であった。元首とみなされる地位にある者は、通常は憲法で定められている。
天皇が国家元首と同様に取り扱われる慣例としては、国際慣習としてパスポートを所持しない事が挙げられることがある。同様の慣習はイギリス王室にもあり、イギリスのパスポートは「国王の名の下で」国務長官が発給しているため国王は所持することができないものとされている。パスポートのうち外交旅券は国際的に外交特権の保持を証明するものであり、皇族や閣僚が公式に外国を訪問する際に１回限りのものとして発給されるものである。日本の首相は無論、アメリカ大統領なども他国を訪問する際には外交旅券を保持する。日本の天皇と皇后が外国訪問時に外交旅券を保持しないのは公式訪問に先んじて当該国政府から正式に招待を受け、外交当局が相互に承認した結果の事であり、国際的に明確に保護された特権という性格のものではない。むろん外交旅券の受給者も事前に外国政府から正式に招待を受け外交当局が相互に承認しているから外交特権が認められるのであり、通常のパスポートとは性格を異にしている。日本のパスポートは戦前のものを含め外務大臣の名前で発給されておりイギリスのものと同様ではない。天皇による皇室外交は憲法に明記される日本の「象徴」の担任者としての国際交流事業であり、パスポートの有無はイギリス国王の類推から元首を類推することは可能であるが以上の点から元首の立証にはならない。
外国での礼砲は21発で迎えられること、過去4回の日本開催のオリンピック開会宣言を行うことなどがある。
一方で、国賓に対する歓迎行事における自衛隊の儀杖隊が行う栄誉礼に立ち会う際に、天皇は、国賓が受礼台に立っている間でも元の位置にある。歓迎式典において元首が国賓とともに栄誉礼を受ける国家がある中、このような形式をとることは、天皇に自衛隊の指揮権がないためであり、一般的な元首と異なる取り扱いであるとされる場合がある。これに対して内閣総理大臣が他国の元首等を迎えて栄誉礼を行うときは、内閣総理大臣は当該貴賓とともに栄誉礼を受け、儀杖隊を巡閲する。
ただし、他国の栄誉礼においても、日本の例のように、元首が国賓に同行せずに手前に立つ形式を採用している場合もみられる。国際慣行上、諸外国では天皇を元首とみなしており、天皇は諸外国訪問の折には元首の待遇である21発の礼砲によって迎えられている。